# Лисак Віталій Олександрович
Віталій Лисак  (09 жовтня 1990, Рівне) — український спідвейний гонщик, багаторазовий призер чемпіонатів України, вихованець рівненського спідвею.

## Кар'єра
Спідвеєм почав займатися в 15 років. Перший тренер — Борис Іванович Горка. 
Учасник та призер турнірів в Болгарії, Румунії, Угорщині, Словаччині, Чехії, Австрії, Польщі, Німеччині, Нідерландах, Латвії.
Учасник багатоетапного Чемпіонату Аргентини 2015/2016 і 2016/2017 .
Учасник Гран-прі Варшави SGP ORLEN WARSAW — 2022 (другий резервний гонщик) 

## Досягнення

### В Україні
- Срібний призер першості України серед юнаків (клас 125 см³) — 2007
- Срібний призер особистого чемпіонату України — 2023
- Бронзовий призер першості України серед юнаків (клас 125 см³) — 2006
- Бронзовий призер чемпіонату України серед пар — 2013 (в парі з Я.Полюховичем)
- Бронзовий призер особистого чемпіонату України — 2015, 2016, 2021
- Переможець „Кубка Вознесенська-2016“ [6]
- Переможець „Кубка України“ — 2021
- Переможець „Кубка ТСОУ“ (клас 500 см³) — 2022

### На міжнародній арені
- Переможець відбіркового раунду командного Чемпіонату світу серед юніорів (U-21) — 2011
- Переможець турніру „Shumen Speedway Open“ [7] — 2016